# Диарсенид празеодима
Диарсенид празеодима — бинарное неорганическое соединение
празеодима и мышьяка
с формулой PrAs2,
кристаллы.

## Получение
- Сплавление стехиометрических количеств чистых веществ:

{\displaystyle {\mathsf {Pr+2As\ {\xrightarrow {T}}\ PrAs_{2}}}}

## Физические свойства
Диарсенид празеодима образует кристаллы
моноклинной сингонии,
пространственная группа P 21/c,
параметры ячейки a = 0,4139 нм, b = 0,6844 нм, c = 1,0509 нм, β = 109,69°, Z = 4,
структура типа диарсенида неодима NdAs2
.